# Zwycięstwo Niemiec – Wolność Europy

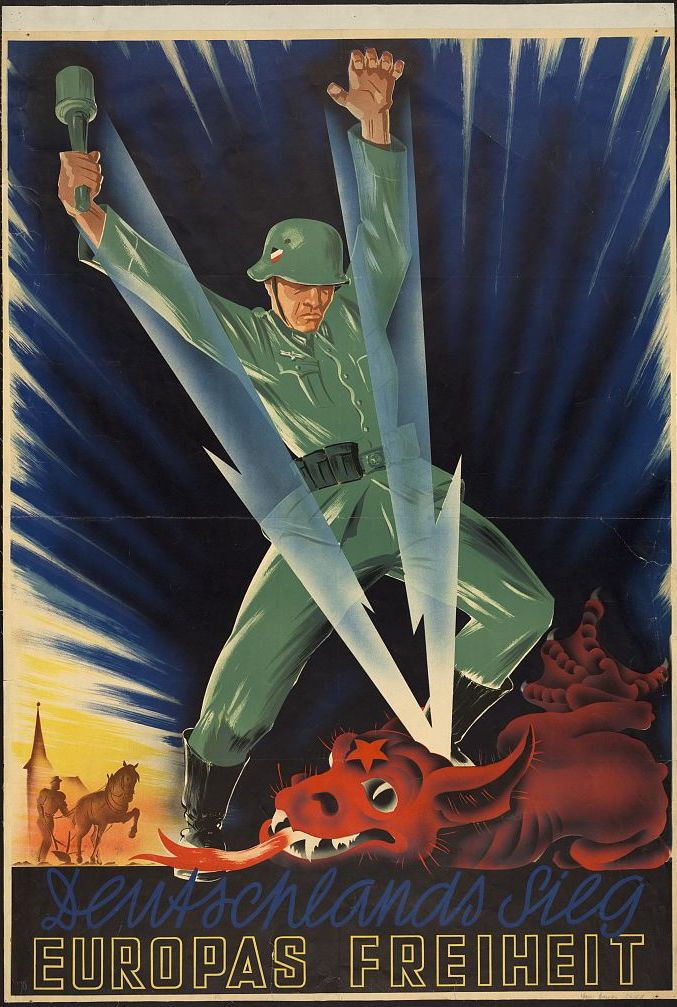
Zwycięstwo Niemiec – Wolność Europy

Zwycięstwo Niemiec – Wolność Europy (niem. Deutschlands Sieg – Europas Freiheit) – niemiecki antykomunistyczny plakat propagandowy z okresu II wojny światowej, stworzony przez anonimowego autora w 1942 roku.

## Opis
W kontekście niemieckiej inwazji na Związek Radziecki, która rozpoczęła się 22 czerwca 1941 roku, nazistowscy propagandyści wykorzystywali narastający strach przed komunizmem w celu zdobycia szerokiego poparcia społecznego. Inwazja została przedstawiona jako działanie prewencyjne, mające na celu zapobiegnięcie planom ekspansji komunistycznej w Europie oraz ochronę zachodniej cywilizacji przed zagrożeniem ze strony utopijnej ideologii. Takie podejście miało na celu uzyskanie akceptacji społeczeństwa dla ataku.
Żołnierz Wehrmachtu stoi na cielsku powalonego czerwonego smoka symbolizującego Związek Radziecki. Niemiec z granatem Stielhandgranate 24 w prawej dłoni, zabija bestię z czerwoną gwiazdą na głowie, za pomocą błyskawic ułożonych na kształt „victorii”. W tle po lewej stronie widoczny jest wiejski krajobraz w blasku słońca, z rolnikiem i koniem wykonującymi orkę u podnóża kościoła. Ciemne tło plakatu sugeruje mrok, który wlecze ze sobą smok, czego przeciwieństwem jest zachodnia cywilizacja ukazana w promienistych i ciepłych barwach, którą symbolizuje i której broni żołnierz Wehrmachtu. Żądnego krwi smoka niosącego śmierć i zniszczenie, zestawiono tu z niemieckim żołnierzem jawiącym się jako święty Jerzy, broniącym cywilizacji europejskiej. Warte podkreślenia jest to że w czasie wojny niemiecko-radzieckiej, wątek obrony Europy był szeroko wykorzystywany przez nazistowską propagandę, między innymi w celu pozyskania w państwach okupowanych kolaborantów do „antybolszewickiej krucjaty”.